# Frank Baker
Pour les articles homonymes, voir Baker.
Frank Baker (22 août 1841 – 30 septembre 1918) est un médecin américain et le directeur du Zoo National de Washington, DC.

## Biographie
Il est né à Pulaski, New York, le 22 août 1841. En 1861, il s'enrôle dans l'Union Army, et participe à la Seconde bataille de Bull Run, la Bataille de Fredericksburg, la Bataille de Chancellorsville, et de la Bataille de Seven Pines. En 1863, il quitte l'armée et devient commis à Washington DC. Là, il est devenu ami avec Walt Whitman et John Burroughs. Après la guerre, il a obtenu son diplôme de premier cycle de l'Université George-Washington et son diplôme de médecine à l'Université de Georgetown. En 1881, il participe aux soins prodigués au Président James A. Garfield après qu'il avait été abattu, et il y rencontre George Kennan et Alexander Graham Bell. En 1883 Baker est nommé professeur d'anatomie à l'Université de Georgetown, et en 1888, il est cofondateur de la National Geographic Society. En 1889, il est nommé directeur par intérim du Parc zoologique national de Washington, et en 1893, le devient officiellement. Il prend sa retraite en 1916, et est décédé le 30 septembre 1918.